# Christoph Raedel
Christoph Raedel (* 3. Dezember 1971 in Neubrandenburg, Mecklenburg-Vorpommern) ist ein deutscher evangelisch-methodistischer Theologe, Professor für Systematische Theologie an der Freien Theologischen Hochschule Gießen (FTH) und Autor kirchengeschichtlicher, theologischer und ethischer Schriften.

## Leben
Raedel studierte von 1991 bis 1999 Evangelische Theologie in Rostock, Halle, Cambridge und Reutlingen. Von 1999 bis 2002 promovierte er an der Martin-Luther-Universität Halle-Wittenberg zum Thema Methodistische Theologie im 19. Jahrhundert. Während des Studiums und der Promotion wurde Raedel durch Stipendien der Konrad-Adenauer-Stiftung gefördert und ist nun selber Vertrauensdozent der Stiftung. Von 2002 bis 2005 arbeitete er an der Universität Halle-Wittenberg an einer – bislang unvollendeten – Habilitationsschrift zu einem ekklesiologischen Thema.
Ab 2005 war er Dozent am CVJM-Kolleg, ab 2009 Lehrbeauftragter und von 2011 bis 2014 Professor für Ökumenische Theologie an der CVJM-Hochschule in Kassel. Zum 1. April 2014 wurde Raedel zum Professor für Systematische Theologie und Theologiegeschichte an die Freie Theologische Hochschule Gießen berufen. Anfang 2016 wurde er Direktor des dortigen Instituts für Ethik und Werte. Von 2008 bis 2020 war er 1. Vorsitzender des Vereins für Freikirchenforschung.
Seine Lehr- und Forschungsschwerpunkte sind Ökumenik, Ekklesiologie, Ethik und Konfessionskunde.
Seit September 2013 ist Raedel 1. Vorsitzender des Arbeitskreises für evangelikale Theologie. 2021/2022 war er Mitglied des Hauptvorstands der Deutschen Evangelischen Allianz.

## Familie
Raedel ist verheiratet und hat vier Kinder.

## Standpunkte
Raedel vertritt die Auffassung, dass es in den postchristlichen Gesellschaften des Westens eine „geistliche Ökumene“ aller bekennenden Christen „zum Zeugnis für die Welt“ braucht. Dieses Verständnis von Ökumene blendet bestehende Lehrdifferenzen zwischen den Kirchen nicht aus, sondern stellt den Auftrag, Jesus Christus zu bezeugen und Gott zu ehren, in den Mittelpunkt. Auch Verfolgung und Martyrium seien Bande christlicher Einheit.
Für Christen in politischer Verantwortung hat Raedel fünf Imperative formuliert: 1. Erniedrige den anderen niemals in seinem Menschsein. 2. Komm nicht als Heilsbringer, sondern als Gestalter und Diener daher. 3. Lass Dich von den Geboten Gottes leiten, aber verteufle nicht den Kompromiss. 4. Habe den Mut, öffentlich Schuld einzugestehen. 5. Stärke solche Institutionen, die einen guten menschlichen Umgang fördern und einüben.
Im Blick auf kirchliche Stellungnahmen zur Friedensethik hat Raedel tragfähige theologische Begründungen in solchen Stellungnahmen angemahnt. Diesbezüglich lobte er einige in der Evangelisch-methodistischen Kirche veröffentlichte Texte, die „seit den 1990er Jahren an biblisch-theologischem Profil gewonnen“ hätten.
In Äußerungen zu bioethischen Fragen wurde das Anliegen des Lebensschutzes deutlich. So erklärte er im Rahmen eines Akademischen Tages des Katholisch-Theologischen Seminars der Philipps-Universität Marburg, dass aus der vorbehaltlosen Annahme des Menschen durch Gott der Auftrag folge, auch „den neu entstehenden Artgenossen an[zu]nehmen“. „Der ‚willkürärmste‘ und damit gebotene Zeitpunkt der Annahme sei die Verschmelzung von Ei- und Samenzelle.“  Raedel hält es für erforderlich, die Gründe zu untersuchen, warum Frauen sich für eine Abtreibung entscheiden, um sie für einen Perspektivwechsel zugunsten eines Lebens mit dem Kind gewinnen zu können.
An einem von drei evangelischen Theologen verfassten FAZ-Artikel, der für die Ermöglichung organisierter Suizidhilfe auch in Einrichtungen der Diakonie plädiert, hat Raedel gegenüber idea den „Verzicht auf eine tragfähige theologische Begründung“ kritisiert, „an deren Stelle der Verweis auf die Selbstbestimmung des Menschen getreten sei. Verzweiflung, Angstzustände und der Wunsch, anderen nicht zur Last zu fallen, böten keine Grundlage für ein selbstbestimmtes Sterben.“
Die Bedeutung theologischer Begründungsmuster wird auch in Raedels Impulsen für ein gerechtes Wirtschaften deutlich.
In einem Interview mit IDEA äußerte Raedel, er sei der Ansicht, Homosexualität sei eine „von vielen Fehlprägungen, von denen Gott möchte, dass wir damit in einer den Lebensordnungen Gottes gemäßen Weise umgehen. Das bedeutet: Wer homosexuell empfindet, soll enthaltsam leben“. Diese Haltung möchte Raedel nicht an den wenigen biblischen Texten festmachen, die sich explizit zur praktizierten Homosexualität äußern, „sondern an der positiven, gesamtbiblisch fundierten Zuordnung gelebter Sexualität zur Ehe von Mann und Frau als dem einzigen von Gott dafür vorgesehenen Raum.“
In Fragen der Ernährung plädiert Raedel dafür, vom christlichen Glauben her nach den wirtschaftlichen, sozialen und ökologischen Bedingungen zu fragen, unter denen z. B. Fleisch produziert und vermarktet wird. Dazu schreibt er: „Wenn Jesus die Himmelsgabe für das ‚Leben der Welt‘ ist, dann kann Christen diese Welt samt den in ihr vorherrschenden Herstellungs- und Handelsbedingungen nicht gleichgültig sein“.  Die Tischgemeinschaft diene dazu, Menschen miteinander zu verbinden. Dazu bedürfe es der „Tugend des Maßhaltens“, auch und gerade, was den Fleischkonsum angeht.

## Mitgliedschaften
- Altstipendiaten der Konrad-Adenauer-Stiftung e.V.
- Arbeitskreises für evangelikale Theologie (AfeT) (Vorsitzender seit 2013)[21]
- Christdemokraten für das Leben (CDL)
- Karl-Heim-Gesellschaft e.V.
- Society for the Study of Christian Ethics (SSCE)
- Verein für Freikirchenforschung

## Schriften (Auswahl)
- Erziehungs- und Bildungsarbeit im englischen Methodismus des 18. Jahrhunderts. In: Freikirchenforschung. Bd. 7, 1997, S. 9–42.
- Die Auseinandersetzung mit Wesen und Wirken des Spiritismus im deutschsprachigen Methodismus des 19. Jahrhunderts. In: Michael Bergunder (Hrsg.): Religiöser Pluralismus und das Christentum. Festgabe für Helmut Obst zum 60. Geburtstag. Vandenhoeck & Ruprecht, Göttingen 2001, ISBN 3-525-56547-X, S. 55–73.
- Lass deines Geistes Wirken sehn. Beiträge zur Erneuerung der Kirche aus wesleyanischer Sicht. (= emk-Studien 6). Medienwerk, Stuttgart 2003, ISBN 3-89725-062-4.
- „A Heart Strangely Warmed“. Erweckung des Herzens als methodistisches Leitmotiv einer evangelikalen Theologie. In: Freikirchenforschung. Bd. 14, 2004, S. 49–80.
- Methodistische Theologie im 19. Jahrhundert. Der deutschsprachige Zweig der Bischöflichen Methodistenkirche. (= Kirche-Konfession-Religion 47). Vandenhoeck & Ruprecht, Göttingen 2004, ISBN 3-525-56952-1.
- „Secret Things belong to God“. Zur Geschichte und Rezeption der mysteriösen Vorkommnisse im Wesley-Pfarrhaus (1716/17). In: Michael Bergunder, Daniel Cyranka (Hrsg.): Esoterik und Christentum. Religionsgeschichtliche und theologische Perspektiven. Helmut Obst zum 65. Geburtstag. Evangelische Verlags-Anstalt, Leipzig 2005, ISBN 3-374-02376-2, S. 30–57.
- Von der Weisheit des Glaubens. Jéan Frédéric Bettex als christlicher Apologet. VRUnipress, Göttingen 2006, ISBN 3-89971-250-1.
- Gotteserfahrung im Widerstreit? Zwischen methodistischer Identität und charismatischer Erneuerung. In: Christoph Raedel (Hrsg.): Methodismus und charismatische Bewegung. Historische, theologische und hymnologische Beiträge. Ed. Ruprecht, Göttingen 2007, ISBN 978-3-7675-7090-0, S. 163–192.
- Vierzig Jahre methodistisch/römisch-katholischer Dialog – Eindrücke, Analysen, Erwartungen. In: Freikirchenforschung. Bd. 16, 2007, S. 104–134.
- (Er)Lebenswert. Was Paulus Gemeinden heute zu sagen hat. ekm-Bücherstube, München 2010, ISBN 978-3-9811568-5-0.
- Faszination des Endes. Theologie und Fiktion in der „Left Behind“-Buchreihe. (= EZW-Texte 212). Evangelische Zentralstelle für Weltanschauungsfragen, Berlin 2010.
- Vierzig Jahre methodistisch-katholischer Dialog auf Weltebene. Eindrücke – Analysen – Erwartungen. In: Christoph Raedel (Hrsg.): Als Beschenkte miteinander unterwegs. Methodistisch-katholischen Beziehungen auf Weltebene. Edition Ruprecht, Göttingen 2011, ISBN 978-3-8469-0006-2, S. 18–51.
- Anstiftung zum Frieden. Ansätze christlicher Friedensethik. In: Christian Herrmann (Hrsg.): Leben zur Ehre Gottes. Themenbuch zur Christlichen Ethik. Band 2: Konkretionen. SCM R. Brockhaus, Witten 2012, ISBN 978-3-417-29109-4, S. 376–427.
- Gender Mainstreaming: Auflösung der Geschlechter?. SCM Hänssler, Neuhausen-Stuttgart 2014, ISBN 978-3-7751-5522-9.
- Die Gender-Agenda: Angriff auf die Familie. Logos Editions, Ansbach 2016, ISBN 978-3-945818-02-2.
- Gender. Von Gender Mainstreaming zur Akzeptanz sexueller Vielfalt. Brunnen Verlag, Gießen 2017, ISBN 978-3-7655-2080-8; 4. überarbeitete Auflage 2024, ISBN 978-3-7655-2169-0.
- Toleranz und Akzeptanz. Die neue Intoleranz im Zeichen der Gleichheit. Logos Editions, Ansbach 2018, ISBN 978-3-945818-12-1.
- Aus Gottes Gnade leben und die Welt gestalten. Beiträge zur methodistischen Theologie. Edition Ruprecht, Göttingen 2018, ISBN 978-3-8469-0304-9.
- Organspende. Christlich-ethische Entscheidungshilfen. Brunnen-Verlag, Gießen 2019, ISBN 978-3-7655-4345-6.
- Die Würde des Menschen ist unantastbar. Lebensbeginn und Lebensschutz aus christlich-ethischer Perspektive. Logos Editions, Windsbach 2020, ISBN 978-3-945818-24-4.
- mit Jürg Buchegger-Müller: Die biblische Rede vom Gericht Gottes als Herausforderung für Theologie und Gemeinde. SCM R. Brockhaus, Witten 2020, ISBN 978-3-417-24165-5.
- Es ist vollbracht! Betrachtungen zu den sieben Worten Jesu am Kreuz und weitere Predigten. Logos Editions, Windsbach 2022, ISBN 978-3-945818-30-5.
- Evangelisch bleiben. Verantwortlich leben in einer zerklüfteten Gesellschaft. Evangelische Verlagsanstalt, Leipzig 2025, ISBN 978-3-374-07827-1.

als (Mit)Herausgeber
- Jahrbuch Freikirchenforschung (im Auftrag des Vereins für Freikirchenforschung).
- mit Achim Härtner, Michael Nausner: Reutlinger Theologische Studien.
- „Mitarbeiter der Wahrheit“ – Christuszeugnis und Relativismuskritik bei Benedikt XVI. Evangelische Perspektiven. Edition Ruprecht/Brunnen, Göttingen/Gießen 2013, ISBN 978-3-8469-0169-4.
- Biblisch erneuerte Theologie 2021. Jahrbuch für Theologische Studien. SCM R. Brockhaus, Witten 2021, ISBN 978-3-417-24170-9.
- Biblisch erneuerte Theologie 2022. Jahrbuch für Theologische Studien: Ist Gott wandelbar? SCM R. Brockhaus, Witten 2022, ISBN 978-3-417-24176-1.
- Biblisch erneuerte Theologie 2023. Jahrbuch für Theologische Studien: Evangelium und Schöpfungsverantwortung. SCM R. Brockhaus, Witten 2023, ISBN 978-3-417-24182-2.
- mit Paul Bruderer: Sexualität. Was Gott sich dabei gedacht hat. Ein Workbook. Fontis, Basel 2024, ISBN 978-3-03848-280-2.
- mit Jürg Buchegger-Müller: Leitungsverantwortung in Kirche und Gemeinde. Jahrbuch für Theologische Studien 2024. SCM R. Brockhaus, Witten 2024, ISBN 978-3-417-24187-7.